# Reece James (labdarúgó, 1999)
Reece James (Redbridge, London, 1999. december 8. –) angol válogatott labdarúgó, a Chelsea játékosa.

## Pályafutása

### Klubcsapatokban
James London egyik külvárosi negyedében, Redbridge-ben született. 2006-ban lett a Chelsea utánpótlás akadémiájának a tagja, első profi szerződését 2017 márciusában írta alá. A 2017–18-as szezonban FA Ifjúsági Kupa-győztes lett a londoni klub korosztályos csapatával és őt választották a szezon legjobb fiatal játékosának a klubnál. 2018 júniusában új, négyéves szerződést írt alá a csapattal. Ugyanebben a hónapban kölcsönadták a következő szezonra a másodosztályú Wigan Athleticnek. 45 bajnoki mérkőzésen három gólt szerzett a csapatban az idény során. 2019 márciusában beválasztották a szezon csapatába, és őt lett a csapat szurkolói szerint az év játékosa is.

### A válogatottban
Többszörös utánpótlás válogatott. 2017 májusában részt vett a Touloni Ifjúsági Tornán, amelyet az angol csapat végül megnyert.
Tagja volt a 2017-es U19-es labdarúgó-Európa-bajnokságot megnyerő válogatottnak és részt vett a 2019-es Touloni Ifjúsági Tornán is.

## Statisztika
2019. május 5-én frissítve.
| Klub           | Szezon         | Bajnokság      | Bajnokság     | Bajnokság | FA-kupa       | FA-kupa | Ligakupa      | Ligakupa | Nemzetközi kupa | Nemzetközi kupa | Egyéb         | Egyéb | Összesen      | Összesen |
| Klub           | Szezon         | Bajnokság      | Pályára lépés | Gól       | Pályára lépés | Gól     | Pályára lépés | Gól      | Pályára lépés   | Gól             | Pályára lépés | Gól   | Pályára lépés | Gól      |
| -------------- | -------------- | -------------- | ------------- | --------- | ------------- | ------- | ------------- | -------- | --------------- | --------------- | ------------- | ----- | ------------- | -------- |
| Chelsea U23    | 2016–17        | —              | —             | —         | —             | —       | —             | —        | —               | —               | 1             | 0     | 1             | 0        |
| Chelsea U23    | 2017–18        | —              | —             | —         | —             | —       | —             | —        | —               | —               | 6             | 1     | 6             | 1        |
| Chelsea U23    | Összesen       | Összesen       | Összesen      | Összesen  | —             | —       | —             | —        | —               | —               | 7             | 1     | 7             | 1        |
| Chelsea        | 2018–19        | Premier League | 0             | 0         | 0             | 0       | 0             | 0        | 0               | 0               | 0             | 0     | 0             | 0        |
| Chelsea        | 2019–20        | Premier League | 0             | 0         | 0             | 0       | 0             | 0        | 0               | 0               | —             | —     | 0             | 0        |
| Chelsea        | Összesen       | Összesen       | 0             | 0         | 0             | 0       | 0             | 0        | 0               | 0               | 0             | 0     | 0             | 0        |
| Wigan Athletic | 2018–19        | Championship   | 45            | 3         | 1             | 0       | 0             | 0        | —               | —               | —             | —     | 46            | 3        |
| Karrier összes | Karrier összes | Karrier összes | 45            | 3         | 1             | 0       | 0             | 0        | 0               | 0               | 7             | 1     | 53            | 4        |

## Sikerei, díjai
Chelsea
- FA Ifjúsági Kupa-győztes: 2016–17, 2017–18
- U18-as Premier League: 2016–17, 2017–18

A válogatottal
Anglia U20
- Touloni Ifjúsági Torna-győztes: 2017[13]

Anglia U19
- U19-es Európa-bajnok: 2017

- Egyéni elismerés
- Wigan Athletic, az év játékosa: 2018–19[4]
- Chelsea, az év utánpótlás játékosa: 2017–18[1]
- 2017-es Touloni Ifjúsági Torna: A döntő legjobb játékosa
- 2017-es Touloni Ifjúsági Torna: A torna All Star csapatának tagja